# Giovanni Battista Resasco

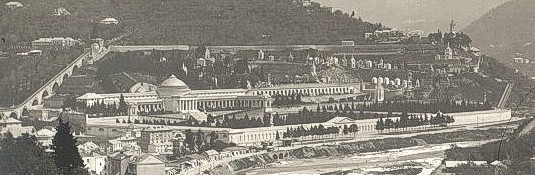
Il monumentale Cimitero di Staglieno è ritenuto la maggiore opera di G.B. Resasco

Giovanni Battista Resasco (Genova, 4 marzo 1798 – Genova, 4 gennaio 1872) è stato un architetto italiano.

## Biografia
Docente di architettura all'Accademia ligustica di belle arti (ebbe fra i suoi allievi Alfredo d'Andrade), è ricordato per aver portato a compimento la realizzazione del cimitero monumentale di Staglieno, progettato a partire dal 1825 dal predecessore e maestro architetto Carlo Barabino, deceduto prima di vedere compiuta la sua progettazione.
Resasco lavorò al monumentale progetto fra il 1846 e il 1861. A lui si devono, in particolare, le costruzioni di stile neoclassico, inclusa la chiesa con Pantheon posta in posizione sopraelevata rispetto alla base del cimitero.

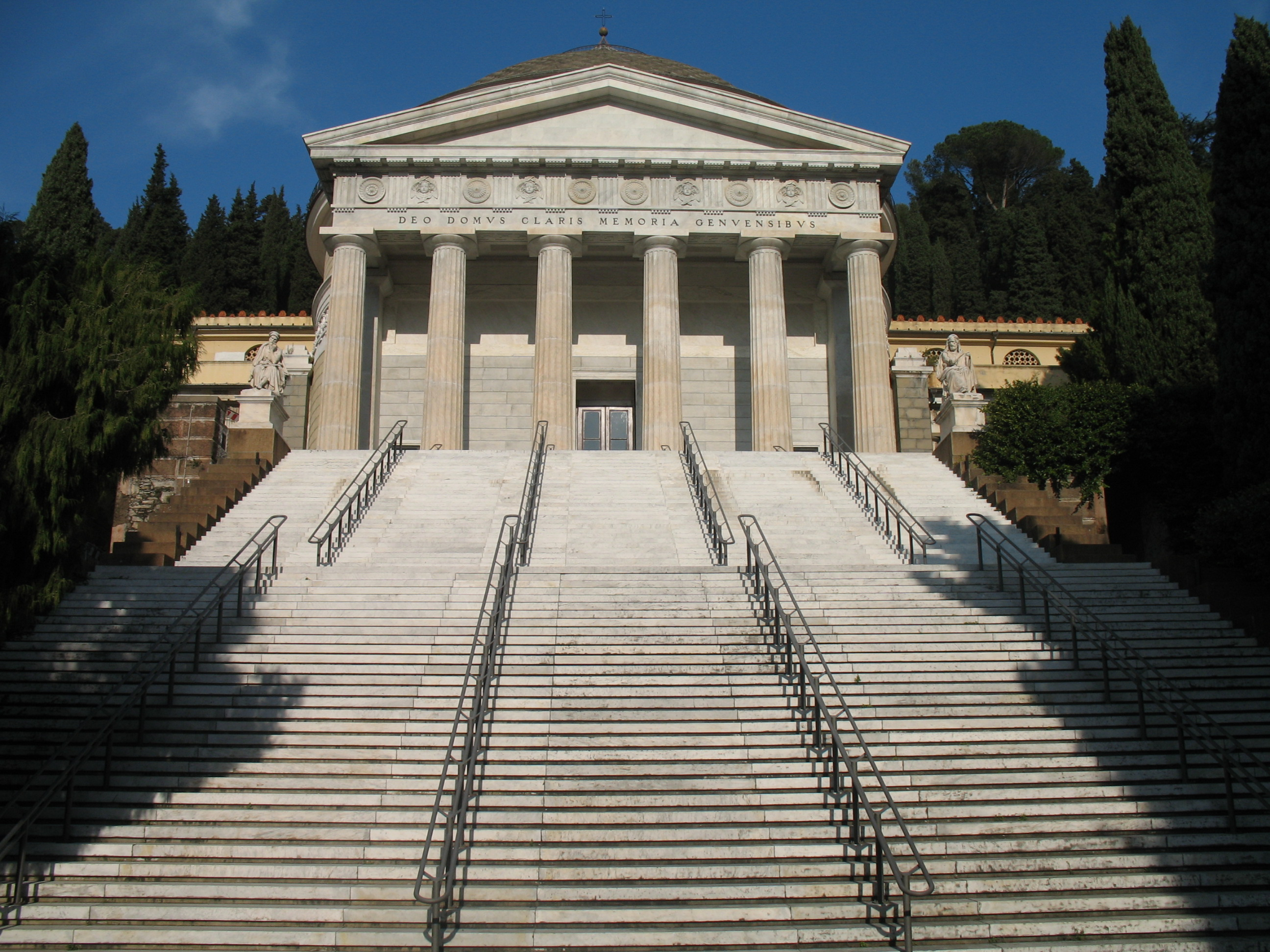
La scalinata al Pantheon

Fu architetto civico (ovvero: di città) e, in tale funzione, progettò strade, fra cui la centrale via Serra - intitolata alla omonima famiglia - tracciata a spese del marchese Gian Carlo Serra, come ricorda lo storico Federico Donaver nel suo libro Le vie di Genova.
Con Barabino firmò l'elegante quadrilatero porticato di piazza Colombo nel quartiere di San Vincenzo.
Fu poi nella commissione che si occupò del posizionamento del monumento opera dello scultore cremonese Vincenzo Giani dedicato a Giovan Battista Perasso, detto il Balilla, eroe popolare dell'opposizione settecentesca dei genovesi contro l'invasore austro-piemontese (in questo ambito progettò anche una tipica fontana genovese che funzionasse da corredo alla statua).
Curatore della sistemazione urbanistica della via Assarotti, che da piazza Corvetto sale verso il quartiere di Castelletto, si occupò anche della revisione di uno dei tre progetti presentati da Barabino nel 1834 riguardo al prospetto della Basilica della Santissima Annunziata del Vastato, affacciato su piazza della Nunziata.
La città di Genova gli ha intitolato il piazzale antistante il cimitero di Staglieno.

## Altre opere

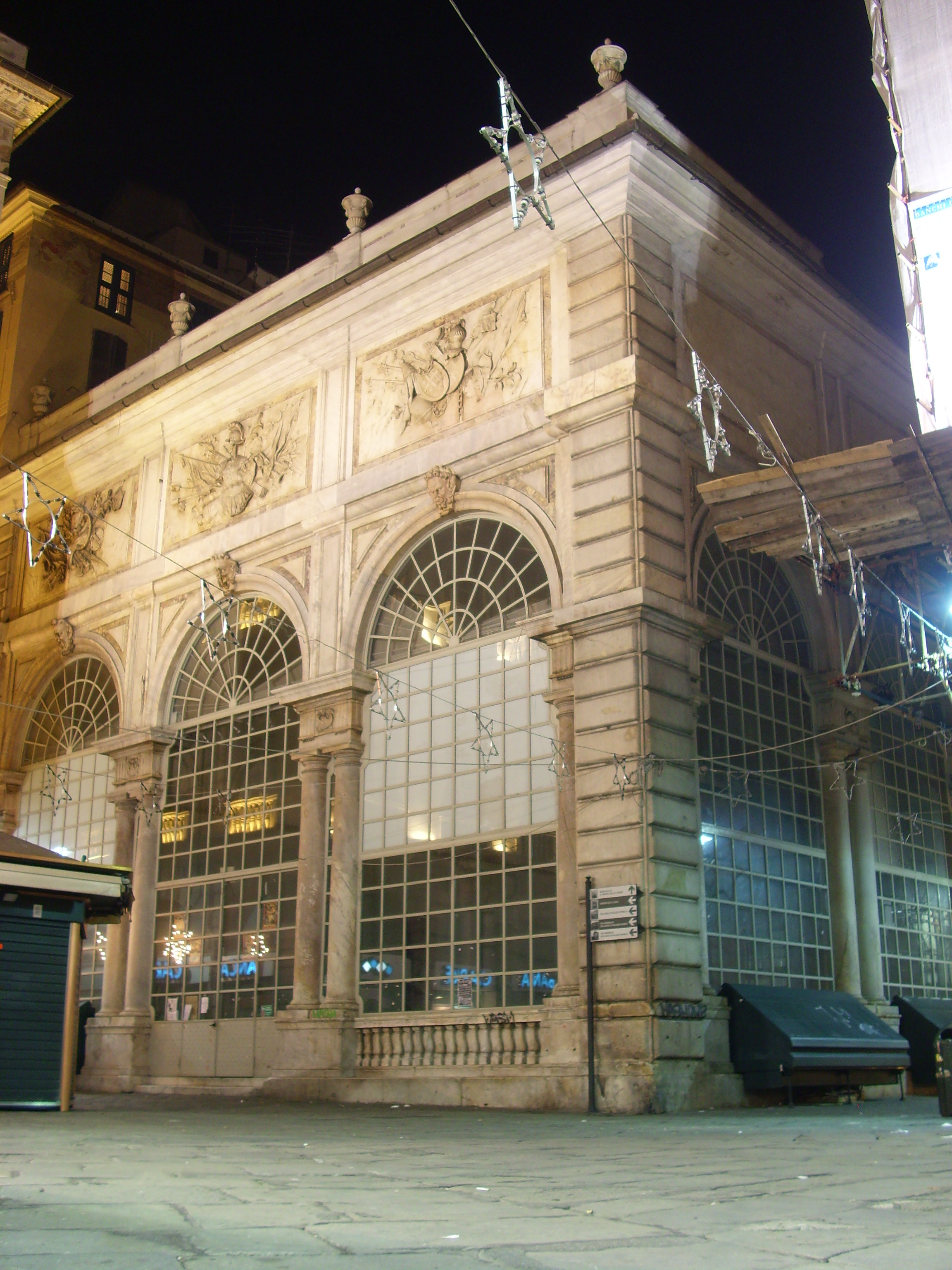
La rinascimentale Loggia dei Mercanti di cui Resasco curò il restauro

Altre opere di Resasco hanno riguardato:
- la Loggia della Mercanzia
- la Chiesa di San Sisto
- la Chiesa di San Vincenzo